# Trollius acaulis
Trollius acaulis är en ranunkelväxtart som beskrevs av John Lindley. Trollius acaulis ingår i släktet smörbollssläktet, och familjen ranunkelväxter. Inga underarter finns listade i Catalogue of Life.